# Bifascioides leucomelanellus
Bifascioides leucomelanellus ist ein Schmetterling aus der Familie der Chrysopeleiidae.

## Merkmale
Die Falter erreichen eine Flügelspannweite von 6 bis 7 Millimeter. Der Kopf ist anliegend beschuppt und glänzt dunkelbraun. Er hat eine silbrig weiße Stirn (Frons). Die Fühler sind 3/4 so lang wie die Vorderflügel. Die Labialpalpen sind zylindrisch und nach oben gebogen. Thorax und Tegulae sind dunkelbraun, der hintere Teil des Thorax ist gelblich weiß. Die Vorderflügel sind dunkelbraun und lanzettlich. Sie haben zwei breite, gelblich weiße Binden. Die erste Binde liegt in Basisnähe. Sie ist am Flügelinnenrand breit und verjüngt sich abrupt an der Costalader. Die zweite Binde liegt bei 2/3 der Vorderflügellänge und verjüngt sich in Richtung des Flügelinnenrandes. Die Fransenschuppen sind ockergrau. Die Hinterflügel sind sehr schmal und nur etwa 1/3 so breit wie die Vorderflügel. Sie sind silbrig weiß und haben ockergraue Fransenschuppen. Das Abdomen ist bräunlich grau und hat ein weißes Afterbüschel.
Bei den Männchen ist das Tegumen schmal, bandförmig und membranös. Es ist lateral sklerotisiert und verjüngt sich distal. Die Valven sind leicht asymmetrisch und haben einen breiten basalen Teil. Sie verzweigen sich distal in einen großen ventralen und einen kleinen dorsalen Lobus. Sie sind in der basalen Hälfte breit und verjüngen sich in der distalen Hälfte stark. Sie sind mit langen kräftigen Borsten versehen. An der rechten Valve befindet sich ein basaler Fortsatz, der mit einem Fleck kurzer, dicker Borsten und zwei Reihen langer Borsten besetzt ist. Im distalen Teil befindet sich vor der Mitte des Dorsalrandes ein kleiner haariger Lobus. Die linke Valve ist mit einem ähnlichen Lobus versehen, dieser befindet sich aber im letzten Viertel der Basalhälfte. Der Aedeagus ist lang und rechtwinklig gebogen. Er verjüngt sich distal. Cornuti sind nicht ausgebildet.
Bei den Weibchen sind die Papillae anales verschmolzen und stark sklerotisiert. Die Apophysen sind lang, kräftig und haben etwa die gleiche Länge. Das Ostium ist sehr groß und sackförmig, es ist am vorderen Rand des siebenten Sternits nach links versetzt angeordnet. Der Ductus bursae ist vor dem Ostium sehr eng und weitet sich sehr stark in Richtung des Corpus bursae. Das Antrum ist gebogen, es weitet sich in der Mitte und ist leicht sklerotisiert. Das Corpus bursae ist rundlich. Das Signum ist groß, länglich und gabelt sich.

### Ähnliche Arten
Bifascoides leucomelanellus ähnelt Bifascia nigralbella, das hintere Ende des Abdomens ist aber gelblich weiß, die innere Binde auf den Vorderflügeln liegt näher an der Flügelbasis und die Hinterflügel sind schmaler.

## Verbreitung
Bifascioides leucomelanellus ist in Nordafrika (Libyen, Ägypten), auf Malta, in Saudi-Arabien, dem Sudan, in den Vereinigten Arabischen Emiraten und im Iran verbreitet.

## Biologie
Die Biologie der Art ist unbekannt. Falter wurden im Februar und von Mai bis Juni gesammelt.

## Systematik
Die folgenden Synonyme sind bekannt:
- Elachista leucomelanellus Rebel, 1917
- Ascalenia pirastica Meyrick, 1936

## Belege
1. 1 2 3 4 5 6 7  J. C. Koster, S. Yu. Sinev: Momphidae, Batrachedridae, Stathmopodidae, Agonoxenidae, Cosmopterigidae, Chrysopeleiidae. In: P. Huemer, O. Karsholt, L. Lyneborg (Hrsg.): Microlepidoptera of Europe. 1. Auflage. Band 5. Apollo Books, Stenstrup 2003, ISBN 87-88757-66-8, S. 188 (englisch).
2. ↑  Sjaak J. C. Koster, Paul Sammut (2006): Faunistic notes on Momphidae, Batrachedridae, Stathmopodidae and Cosmopterigidae from the Maltese Islands. Nota lepidopterologica 29(1/2): Seite 49–63
3. ↑  J. C. Koster (2010): Oder Lepidoptera, family Cosmopterigidae. In: A. van Harten (Hrsg.): Arthropod fauna of the United Arab Emirates. ISBN 9789948156161
4. ↑  Bifascioides leucomelanella (Rebel, 1917). Belgian Biodiversity Platform, abgerufen am 4. Mai 2012.
5. ↑  Bifascioides leucomelanella bei Fauna Europaea. Abgerufen am 4. Mai 2012